# Andrea Vergani
Andrea Vergani (né le 15 juin 1997 à Milan) est un nageur italien, spécialiste de nage libre (sprint).
Il remporte la médaille de bronze du 50 m nage libre lors des Championnats d’Europe 2018 à Glasgow.
En avril 2019, il est trouvé positif au cannabis après les championnats d’Italie à Riccione.